# Миколаевщина
Микола́евщина или Никола́евщина (бел. Мікала́еўшчына) — деревня Столбцовского района Минской области Республики Беларусь. Административный центр Миколаевщинского сельсовета.
Расположена на правом берегу реки Неман. Находится в 12 км к юго-востоку от Столбцов, за 30 км на северо-запад от Несвижа.
Население — 652 жителя (2009).

## История
На здешних берегах Немана первые люди появились ещё в каменном веке. Об этом свидетельствуют многочисленные стоянки первобытных людей, разбросанные вокруг деревни. Первые письменные сведения о Миколаевщине относятся к середине XVI века. В 1555 году маршалок королевский князь Лука Свирский приобрёл имение Миколаевщина у Остика за 200 коп. литовских грошей.
В 1596 году Николай Христофор Радзивилл (Сиротка) купил деревню у Свирских, и с 1597 года она была в составе радзивилловских владений (Несвижская ординация). Та часть имения, которая находилась на правом берегу Немана, относилась к Минскому повету, другая — на левом берегу, к Новогрудскому.
Сначала это была небольшая деревня с пристанью на Немане (в 1596 году — 17 дворов, корчма и пивоварня). На рубеже XVI-XVII вв. Миколаевщина - городок, на берегу Немана. Здесь были построены склады («спихлеры») для хранения товаров, возникла верфь, где строились речные суда. В 1617 на своем дворе в Миколаевщине Ян Радзивилл принимал короля Владислава IV.
Стало быстро расти население городка. В 1628 — 114 дворов; рынок, гостиный двор, ратуша, костёл, пять улиц. На Немане в это время существовало 13 спихлеров; действовал мельница. Кроме земледельцев в городке жили ремесленники и торговцы. Мещане из Миколаевщины активно участвовали во внешней торговле. Например, в июне 1613 из Кенигсберга (ныне Калининград) купец Трофим Барысович привез на двух судах соль и сельди, купец Ян Якубович — соль, сельди и ящик стекла. Упоминаются в документах этого времени и другие купцы из Миколаевщины - Богдан Миколаевич, Сымон Малявка, Вовржинец (Лаврентий) Рутковский. В 1652 маршалок великий ВКЛ Александр Людвиг Радзивилл основал в Миколаевщине костёл Иоанна Крестителя.
Во 2-й половине XVII века в ходе войн между Русским царством и Речью Посполитой в 1664 году были уничтожены двор Радзивиллов, сожгли городок, разрушили пристань. По данным 1669 года в Миколаевщине осталось 20 дворов. В 1700 году — 63 двора, в 1777 - 62. Через Неман был построен деревянный Калиновый мост длиной в одну версту с четвертью, который был сожжен в 1812 году.
С 1793 Миколаевщине в составе Российской империи, местечко Минского уезда. В XIX в. село Свержанской волости Минского уезда Минской губернии.
В 1860—1870 гг. здесь около 100 дворов, 500 жителей. В 1867 г. католический приход упразднен, а сельчане переведен в православие. В 1866 г. открыто народное училище, которое содержалось на средства местных крестьян и государственного казначейства. Церковь построена казной в 1876.
В 1886 — 65 дворов, 640 жителей, действовали народное училище, православная церковь. Основным занятием жителей были заготовка и сплав леса.

#### Новейшая история
С марта 1918 года входит в состав провозглашенной Белорусской Народной Республики. В 1921-1939 гг. в составе Польши, деревня и фольварк в Свержанскай гмине Столбцовского повета Новогрудского воеводства. Согласно переписи 1921 года здесь было 164 двора, 929 жителей.
С 1939 — в составе БССР, с 12.10.1940 г. центр сельсовета.
В 1939 г. в Миколаевщине более 200 дворов, 1000 жителей. В 1940 в деревне произошёл большой пожар. По ходатайству Я. Коласа деревня была спланирована и отстроена. В начале 1949 г. создан колхоз имени Якуба Коласа, позже к нему присоединились ещё 7 окрестных колхозов. Председателем укрупненного колхоза был избран И. М. Мицкевич (брат Я. Коласа).

## Инфраструктура
В Миколаевщине работают средняя школа, дошкольное учреждение, библиотека, почта.

## Культура
- Литературно-этнографический музей в ГУО "Николаевщинская средняя школа имени Якуба Коласа" — филиал Государственного литературно-мемориального музея Якуба Коласа

## Достопримечательности
- Неолитическая стоянка третьего тысячелетия до нашей эры — памятник археологии каменного века, историко-культурная ценность Беларуси
- Филиал Государственного литературно-мемориального музея Якуба Коласа. Объединяет мемориальные усадьбы "Акинчицы", "Ласток", "Альбуть", "Смольня"
- Памятник Якубу Коласу (1972)
- Школа имени Якуба Коласа (1948)

### Утраченное наследие
- Костел Святого Иоанна Крестителя (1652)
- Церковь Святого Николая (1876; муравьёвка)

## Известные уроженцы и жители
- Лёсик Язеп (1883—1940) — белорусский общественный и политический деятель, писатель, публицист, языковед, педагог. Академик АН БССР.
- Якуб Колас (1882—1956) — классик белорусской литературы, общественный деятель.
- Сенкевич Александр Антонович (1884—1938) — белорусский общественный и политический деятель, публицист, народный комиссар здравоохранения БССР (1921).